# جاغوری (هزاره)

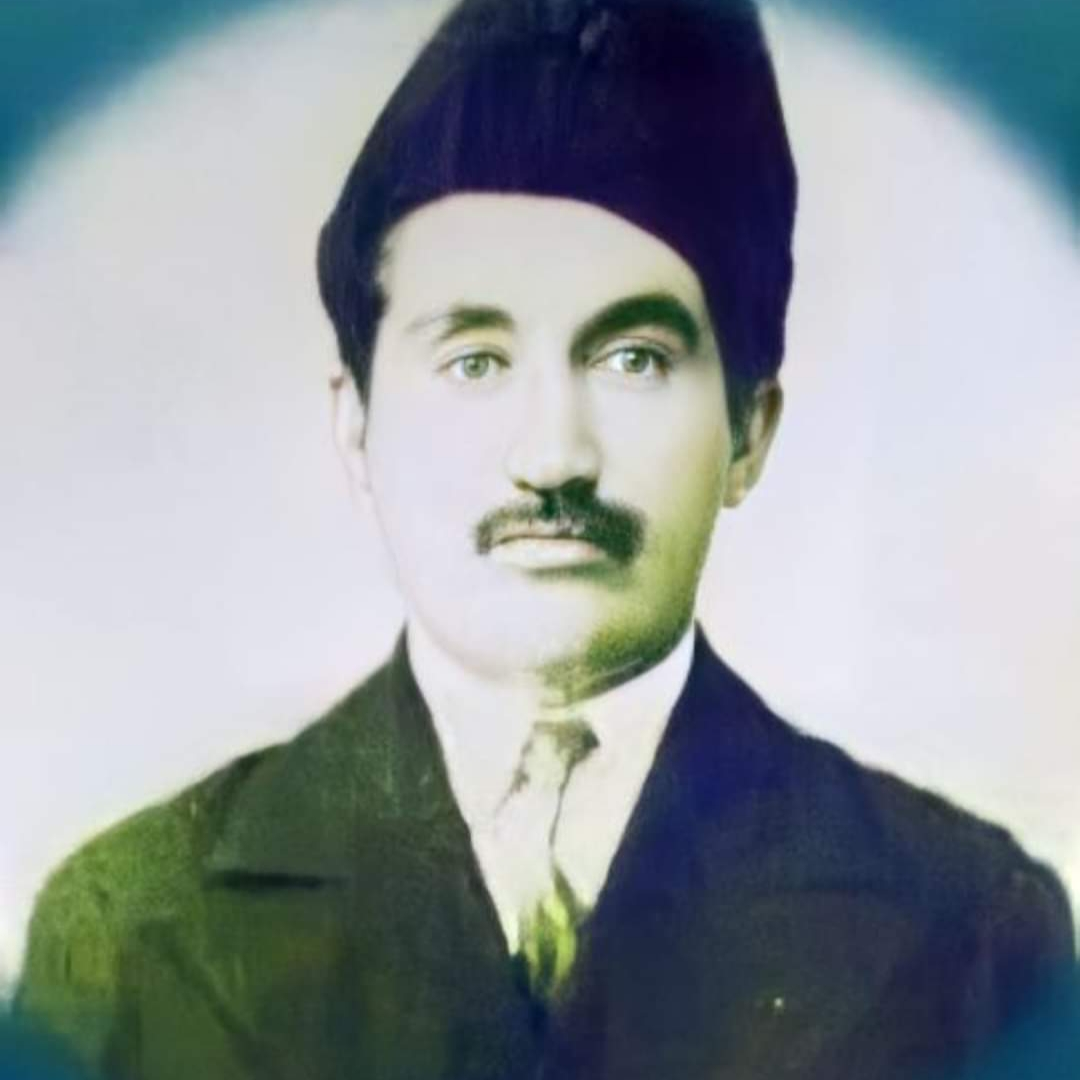
رئیس عبدالله خان جاغوری

جاغوری یکی از قبایل بزرگ هزاره در افغانستان است. زادگاه اجدادی آنها منطقهٔ جاغوری در ولایت غزنی است، و نیز عده‌ای قابل توجه این قوم در پاکستان زندگی می‌کنند و اکثریت هزاره‌ها را در کویته تشکیل می‌دهند.
در سال‌های پسین جمعیت قابل توجهی از جاغوری‌ها به کشور استرالیا مهاجرت کرده و در آنجا زندگی می‌کنند.

## افراد مشهور
- یزدان خان
- محمد موسی خان
- محمداسحاق فیاض
- اکرم یاری
- جاوید دای میرکشه
- سیما سمر
- شاه گل رضایی
- محمد زاهدی
- زهرا عالمی